# Accordo sulla Malaysia
L'Accordo relativo alla Malaysia tra Regno Unito di Gran Bretagna e Irlanda del Nord, Federazione Malese, Borneo del Nord, Sarawak e Singapore, noto anche come Malaysia Agreement (lett. "Accordo sulla Malaysia"), è stato un trattato scritto il 15 novembre 1961, firmato il 9 luglio 1963 e attuato il 31 dello stesso mese, che combinò Borneo del Nord, Sarawak, e Singapore con gli stati esistenti della Federazione della Malesia, la cui unione conseguente fu nominata Malaysia. Singapore cessò in seguito di fare parte della Malaysia, diventando uno stato indipendente il 9 agosto 1965.